# Biobanca

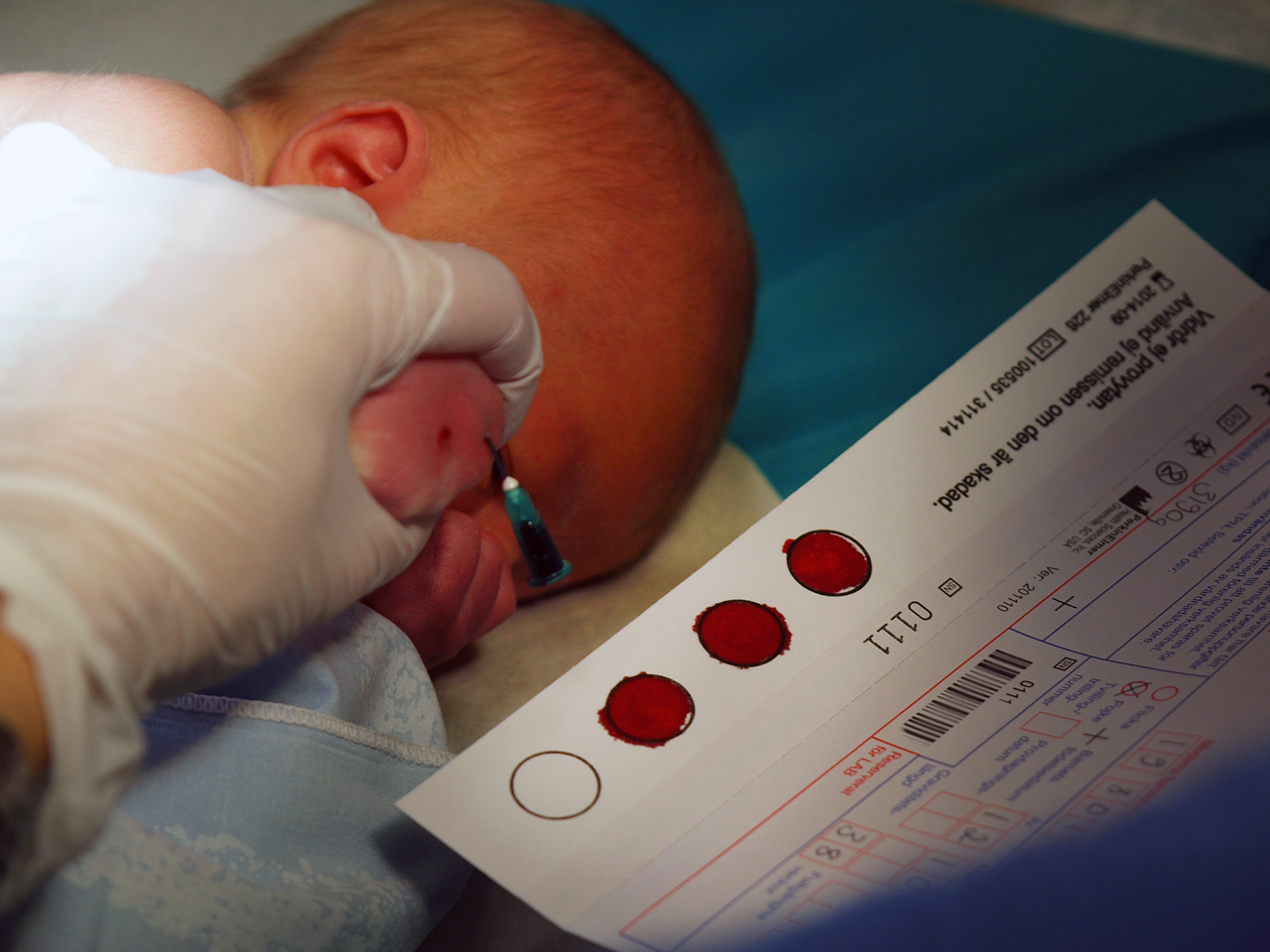
Campione di sangue raccolto da un neonato in Svezia per la biobanca nazionale PKU

Una Biobanca di Ricerca è una struttura che raccoglie in maniera organizzata materiale biologico utile per la ricerca clinica e non ad uso clinico di trapianto. Secondo l'European Biobank dell'Università di Maastricht per biobanca si intende un'unità operativa che fornisce un servizio di conservazione e gestione del materiale biologico e dei relativi dati clinici, in accordo con un codice di buon utilizzo e di corretto comportamento e con ulteriori indirizzi forniti da Comitati Etici e Università. Il Swedish Medical Research Council (Consiglio di ricerca medico svedese) in un documento del 1999 definisce le biobanche di ricerca come raccolte di campioni di tessuti umani, la cui origine sia sempre rintracciabile, conservati per un periodo definito o indefinito per specifici progetti di studio. In definitiva le biobanche possono essere definite come: unità di servizio, senza scopo di lucro diretto, finalizzate alla raccolta e alla conservazione di materiale biologico umano utilizzato per diagnosi, per studi sulla biodiversità e per ricerca.
Le biobanche di ricerca si dividono in due sottogruppi a seconda del materiale biologico raccolto: le biobanche genetiche e le biobanche tissutali.

## Materiale biologico
Le biobanche raccolgono materiale biologico quale cellule, colture cellulari primarie e derivate o immortalizzate, tessuti adulti e fetali, proteine, acidi nucleici e liquidi biologici che vengono sottoposte a un controllo pre-analitico per individuarne la provenienza. Si definisce campione biologico umano, o biomateriale umano, i tessuti e i liquidi biologici umani – sangue, saliva, urina, le cellule, incluse tutte le frazioni molecolari (proteine, RNA, DNA, etc.) da essi derivabili, originati da soggetti sani o affetti da malattia. I campioni biologici possono essere stati raccolti attraverso procedure mediche di routine o attraverso interventi mirati. Essi possono dare accesso all’informazione contenuta nel genoma umano, con l’implicazione che da tale materiale può essere estratto un “profilo genetico” della singola persona. L'informazione genetica di ogni campione è legata alla storia medica dell’individuo e può essere collegata a dati sullo stile di vita.

## Le attività scientifiche di una Biobanca
Una biobanca è un’organizzazione senza scopo di lucro e regolamentata da leggi nazionali ed europee. Può essere un'istituzione di diritto pubblico o di diritto privato. In quest'ottica, nel pieno rispetto dei diritti dei soggetti coinvolti e della dimensione etico-legale-sociale, garantisce e gestisce una raccolta sistematica, una conservazione e distribuzione di materiali biologici umani e delle informazioni ad esse collegate. Oltre a fornire l'accesso ai campioni e ai dati loro associati al mondo dei ricercatori scientifici, la biobanca può offrire accesso a una varietà di informazioni cliniche, tra cui dati genetici, genomici e molecolari. Tutto al fine di raggiungere gli obiettivi terapeutici della cosiddetta precision medicine.
Una biobanca quindi svolge una funzione pubblica di servizio, una funzione di terzietà, di garanzia del processo di biobancaggio verso tutti gli attori coinvolti e verso la società.

## Elenco di biobanche
|  | Elenco di biobanche                             | Elenco di biobanche                                      | Elenco di biobanche | Elenco di biobanche       | Elenco di biobanche | Elenco di biobanche |
|  | Biobanca                                        | Affiliazione                                             | Tipo                | Continente                | Anno di nascita     | Note                |
|  | ----------------------------------------------- | -------------------------------------------------------- | ------------------- | ------------------------- | ------------------- | ------------------- |
|  | Autism Genetic Resource Exchange                | Autism Speaks                                            | no-profit           | America del Nord e Asia   |                     |                     |
|  | BioRep                                          | Sapio Group                                              | Commerciale         | Europa                    |                     |                     |
|  | Avon Longitudinal Study of Parents and Children | Università di Bristol                                    | no-profit           | Europa                    | 1990                | [ 3 ] [ 4 ]         |
|  | Banca biologica del mesotelioma maligno         | Azienda Ospedaliera SS. Antonio e Biagio e Cesare Arrigo | no-profit           | Europa                    | 2009                | [ 5 ]               |
|  | BioGene                                         | Azienda Ospedaliero-Universitaria Careggi                | non-profit          | Europa                    | 2008                |                     |
|  | Canadian Biosample Repository                   | Università dell'Alberta                                  | no-profit           | America del Nord          |                     |                     |
|  | CARTaGENE biobank                               | Centre hospitalier universitaire Sainte-Justine          | no-profit           | America del Nord          | 2009                | ,                   |
|  | EuroBioBank                                     | rete                                                     | no-profit           | Europa                    |                     |                     |
|  | Cell&Co Biorepository                           | Società                                                  | commerciale         | Europa                    | 2012                |                     |
|  | Cooperative Human Tissue Network                | rete                                                     | government          | North America             | 1987                |                     |
|  | DeCODE genetics                                 | società                                                  | commerciale         | Europa                    |                     | [ 8 ]               |
|  | Estonian Genome Project                         | Università di Tartu                                      | no-profit           | Europa                    | 2000                |                     |
|  | Generation Scotland                             | NHS Scotland                                             | governativa         | Europa                    |                     | [ 9 ] [ 10 ]        |
|  | HUNT Biobank                                    | Università norvegese di scienze e tecnologia             | no-profit           | Europa                    |                     |                     |
|  | Human Tissue Resource Network                   | Ohio State University                                    | no-profit           | America del Nord          | 1975                |                     |
|  | UK Biobank                                      | Istituto privato                                         | no-profit           | Europa                    |                     |                     |
|  | UPO Biobank                                     | Università del Piemonte Orientale                        | no-profit           | Europa                    | 2020                |                     |
|  | Tumor Tissue Repository                         |                                                          | no-profit           | America del Nord - Canada | 2004                |                     |
|  | UMass Cancer Center Tissue and Tumor Bank       | University of Massachusetts Medical School               | no-profit           | America del Nord          | 2005                |                     |